# Paulí Buchens Adrover
Paulí Buchens i Adrover (Palma 1944-1999) va ser un polític mallorquí que fou batle de Palma.
Exercí la batllia de la capital de Mallorca entre el 1976 i el 1979 quan se celebraren les primeres eleccions municipals democràtiques. Va ser un dels representants del sector aperturista dins l'ajuntament de Palma en el tardofranquisme. Una de les realitzacions més importants sota el seu mandat va ser el Parc de Mar.
| Precedit per: Rafael de la Rosa | Batlle de Palma 1976 - 1979 | Succeït per: Ramon Aguiló Munar |